# بتسی بایارس
بتسی کورمر بایارس (به انگلیسی: Betsy Cromer Byars) (زادهٔ ۷ اوت ۱۹۲۸ – درگذشته ۲۶ فوریه ۲۰۲۰) نویسندهٔ آمریکایی داستان‌های کودک بود.
اوایل کودکی او در دوران رکود اقتصادی بزرگ آمریکا سپری شد. بتسی در ابتدا در دانشگاه فرمن در گرین ویل مشغول به تحصیل بود اما پس از چندی به کالج کویینز در شارلوت رفت و مدرک کارشناسی در رشتهٔ زبان انگلیسی را از این دانشگاه دریافت کرد.
بتسی کورمر پس از فارغ‌التحصیلی، با ادوارد فورد بایارس، دانش آموختهٔ مهندسی، آشنا شد و در ۲۴ ژوئن ۱۹۵۰ با او ازدواج کرد.
زمانی که همسرش روزها را به مطالعه و تحقیق می‌پرداخت، بتسی کار نویسندگی برای مجلات را آغاز کرد و اولین رمانش با عنوان «کلمنتاین» را در سال ۱۹۶۲ به چاپ رساند.